# Mario Paint
Mario Paint (Japans: マリオペイント) is een videogame voor de SNES, ontwikkeld en uitgegeven door Nintendo op 12 oktober 1992. Het spel maakt gebruik van de zogenaamde SNES Mouse die bij het spel zelf wordt geleverd. Mario Paint was een spel met modes als Muziek en tekenen. Later werd Mario Paint Composer uitgebracht door een gamesite voor Windows en Mac.

## Ontvangst
| Beoordeeld door                | Datum         | Score |
| ------------------------------ | ------------- | ----- |
| All Game Guide                 | 1998          | 100%  |
| N-Force                        | oktober 1992  | 82%   |
| 1UP!                           | 16 maart 2002 | 80%   |
| GameCola.net                   | mei 2004      | 78%   |
| ASM (Aktueller Software Markt) | augustus 1993 | 75%   |
| Power Unlimited                | juli 1993     | 70%   |
| Jeuxvideo.com                  | 30 juli 2009  | 70%   |
| Nintendo Land                  | 2003          | 69%   |